# Riders of Destiny
Riders of Destiny é um filme norte-americano de 1933, do gênero faroeste, dirigido por Robert N. Bradbury e estrelado por John Wayne e Cecilia Parker.

## A produção

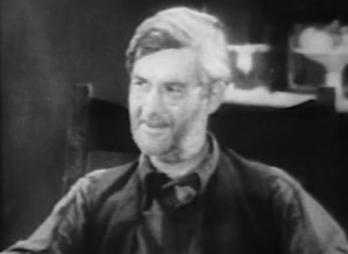
Um dos mais queridos sidekicks das telas, George Hayes tornou-se George Gabby Hayes, ou simplesmente Gabby Hayes, somente em 1939, quando se mudou para a Republic Pictures. Entretanto, as modernas fichas técnicas de seus filmes com John Wayne na Monogram frequentemente já trazem esse apelido.

Este é o primeiro dos 16 faroestes B de John Wayne produzidos pela Lone Star Productions e distribuídos pela Monogram Pictures. A produção é bem avaliada pela crítica recente, com Leonard Maltin, inclusive, considerando-a a melhor da série.
O filme representou um novo começo para Wayne, cuja persona no cinema ainda não estava consolidada. Assim, naquilo que a Monogram chamou de "um novo tipo de filmes de ação", ele interpreta Singin' Sandy Saunders, um homem da lei que, entre um tiroteio e outro, solta a voz em duas canções. Com isso, ele se tornou o segundo cowboy cantor do cinema, atrás somente de Ken Maynard, que cantou também duas vezes em Sons of the Saddle (1930). Wayne, contudo, foi dublado por Bill Bradbury, filho do diretor do filme e irmão de Bob Steele e cuja voz não se parecia nem um pouco com a dele próprio. Frustrado com a experiência, Wayne abandonou o personagem e raramente voltou a cantar nas telas. O estúdio, porém, não teve prejuízo: contratou Gene Autry, que se tornaria o mais bem sucedido cowboy cantor dos faroestes B, até a chegada de Roy Rogers.
As canções que Wayne "interpreta" são A Cowboy's Song of Fate e Song of the Wild, ambas de autor desconhecido.
Riders of Destiny está em domínio público e, portanto, pode ser baixado gratuitamente no Internet Archive.

## Sinopse
Singin' Sandy Saunders é um agente do Governo que chega à cidade de Starbuck para fazer valer a Lei. Incógnito, ele age para que os rancheiros da região não percam a água controlada pelo vilão James Kincaid. Ele também namora Fay Denton, a bela filha do rancheiro Charlie Denton.

## Elenco
| Ator/Atriz           | Personagem             |
| -------------------- | ---------------------- |
| John Wayne           | Singin' Sandy Saunders |
| Cecilia Parker       | Fay Denton             |
| George 'Gabby' Hayes | Charlie Denton         |
| Forrest Taylor       | James Kincaid          |
| Al St. John          | Bert                   |
| Heinie Conklin       | Elmer                  |
| Yakima Canutt        | Um capanga             |
| Earl Dwire           | Slip Morgan            |
| Lafe McKee           | Xerife Bill Baxter     |